# Dusona alpina
Dusona alpina là một loài tò vò trong họ Ichneumonidae.